# Victor Sartre
Victor Alphonse Marie Sartre SJ (* 23. September 1902 in Saint-Denis-en-Margeride, Département Lozère; † 13. Oktober 2000 in Analamahitsy, Madagaskar) war von 1955 bis 1960 der erste römisch-katholische Erzbischof von Antananarivo.

## Leben

### Jugend und Studium
Sartre stammte aus dem Süden Frankreichs, aus einer Bauernfamilie mit elf Kindern, von denen zwei Priester und drei Ordensleute wurden. Im Jahr 1917 trat er in das kleine Seminar in Marvejols im Département Lozère ein, 1921 in das große Seminar von Mende. Er wurde 1924 Novize der Jesuiten in Mons-Caussens (Département Gers) und 1926 Juvenat in Florennes. Von 1927 bis 1929 studierte er Philosophie in Vals-près-le-Puy. Nach einer kurzen Zeit in Bordeaux ging er zurück nach Belgien und studierte 1930 bis 1934 in Enghien Theologie. Am 28. August 1932 empfing er in der Gesellschaft Jesu das Sakrament der Priesterweihe. Von 1935 bis 1937 führte er seine theologischen Studien an der Gregoriana in Rom fort.

### Professor der Theologie, Erzbischof, Missionar und Seelsorger
Im Juni und Juli 1937 unternahm Victor Sartre eine Pilgerfahrt ins Heilige Land und nach Jerusalem, bevor er am 11. August 1937 nach Madagaskar abreiste, wo er von 1937 bis 1942 eine Professur der Theologie innehatte. Danach wirkte er bis 1948 als Rektor des Collège Saint Michel auf Madagaskar, als Generaloberer der Jesuiten, Apostolischer Vikar von Antananarivo und Titularbischof von Vaga, Madagaskar war zu jener Zeit eine französische Kolonie. Am 17. Juli 1948 empfing er durch Ignace Ramarosandratana, Apostolischer Vikar von Miarinarivo, die Bischofsweihe; Mitkonsekratoren waren Jean Batiot, Apostolischer Vikar von Majunga und Xavier Ferdinand Thoyer, Apostolischer Vikar von Fianarantsoa. Am 14. September 1955 wurde das Apostolische Vikariat Antananarivo zum Erzbistum erhoben, und Victor Sartre wurde damit dessen erster Erzbischof.
Als die Madagassen ihre Unabhängigkeit forderten, schrieb Bischof Sartre an Papst Johannes XXIII. im Dezember 1959, dass er freiwillig seine Demission anböte, um den Platz für einen einheimischen Priester freizumachen. So demissionierte er am 12. Januar 1960 und überließ den Bischofsstuhl an Jérôme Louis Rakotomalala. Ihm wurde das Titularerzbistum Beroë übertragen, er verließ daraufhin Madagaskar und begab sich nach Rom, um an den Vorbereitungen des Zweiten Vatikanischen Konzils und am Konzil selbst teilzunehmen. Er war Mitglied der Konzilskommission für die Missionen. Noch während des Konzils, von 1963 bis 1965, ging er als einfacher Missionar nach Kamerun und wurde dort Rektor des Großen Seminars in Otélé.
Von 1968 bis 1970 hielt er sich einige Zeit auf der Insel La Réunion auf, bevor er nach Madagaskar zurückkehrte, um dort verschiedene seelsorgerliche Aufgaben zu übernehmen. Dort nahm er 1984 auch seinen Altersruhesitz, beteiligte sich jedoch weiterhin an der madagassischen Seelsorge.
Als Victor Sartre im Alter von 98 Jahren starb, war er der älteste Bischof des französischen Episkopates. Sein Begräbnis wurde unter großer Beteiligung der madagassischen Bevölkerung begangen.

## Werke
- Le bienheureux Jacques Berthieu. OCLC 36515597
- Mémoires pour l’histoire à Madagascar, 1933–1990. ISBN 978-2-84586-989-9.

## Auszeichnungen
- 1956: Ritter der Ehrenlegion
- 1965: Chevalier de l’Ordre de la Valeur (Kamerun)
- 1968: Offizier der Ehrenlegion